# علی‌آباد گونه
علی‌آباد گونه محله ای از توابع محمدشهر در بخش مرکزی شهرستان کرج در استان البرز ایران است.

## جمعیت
این محله در منطقه محمدشهر کرج قرار دارد و براساس سرشماری مرکز آمار ایران در سال ۱۳۸۵، جمعیت آن ۳٬۸۰۳ نفر (۹۷۴خانوار) بوده است.